# Asociace Cymmry Wicca
Association of Cymmry Wicca, zkráceně Cymmry Wicca, je wiccanská organizace založená na velšské tradici. Je nazývána také Church of Y Tylwyth Teg, Cymry ab Prydian nebo Welsh Sons and Daughters of the Isle of Great Britain, původně také byla organizace známa jako Brotherhood of Wicca, ale tento název byl opuštěn z důvodů možné záměny se jedním stejnojmenným covenem. Byla založena v roce 1967 ve Washingtonu D. C. William Whellerem je tak jednou z nejstarších wiccanských organizací ve Spojených státech. Wheller známý pod jménem Rhuddlwm Gawr byl podle svých slov zasvěcen v Anglii a později několik měsíců studoval ve Walesu. V roce 1973 se organizace přesunula do Georgie. Organizace se označuje za dědice sedmisetleté tradice rodiny Llewellynů, ovlivněné i templářským učením. Uctívána je trojice božstev: Bohyně, Rohatý bůh a jejich syn Dítě světla, které odpovídají egyptské Isidě, Osiridovi a Horovi. Je kladen velký důraz na učení o reinkarnaci a naladění na přírodní síly. Na rozdíl od jiných wiccanských skupin je členství členěno do sedmi stupňů. Údajně má okolo 15 tisíc členů.